# Théo Bastardie
Pas d'image ? Cliquez ici

a Compétitions nationales et continentales officielles uniquement.

b Matchs officiels uniquement.
Dernière mise à jour le 16 juin 2025.
Théo Bastardie, né le 26 février 2000 à Stains (Seine-Saint-Denis), est un joueur international brésilien d'origine française de rugby à XV jouant au poste d'ailier.

## Biographie

### Jeunesse et formation
Théo Bastarde naît le 26 février 2000 à Stains, en Seine-Saint-Denis. Il découvre le rugby à XV durant la Coupe du monde 2007 et décide ensuite de pratiquer ce sport. Il commence donc en 2007 au RC Vallée de Montmorency, puis fait un court passage au Racing 92 de 2015 à 2017 avant de rejoindre les espoirs du Stade français Paris. Face à une trop forte concurrence dans la capitale, il décide de rejoindre le RC Vannes en 2020. À son arrivée, il s'entraîne uniquement avec les espoirs et subit plusieurs blessures.

### Début de carrière (2022-2024)
En 2022, Théo Bastardie commence à s'entraîner avec l'équipe professionnelle du club breton. Puis, lors de la dixième journée de Pro D2 de la saison 2022-2023, il fait ses débuts professionnels face à l'USON Nevers en étant titularisé et marque un essai à cette occasion,. Il enchaîne ensuite les rencontres. Trois mois plus tard, il signe son premier contrat professionnel, le liant au RC Vannes jusqu'en 2025. En fin de saison, il participe à la demi-finale du Championnat où les Vannetais sont battus par Oyonnax.Pour sa première saison en professionnel, Théo Bastardie joue douze matchs dont onze en tant que titulaire et marque deux essais.
La saison suivante, en 2023-2024, il atteint la finale du championnat durant laquelle il est titulaire. Le RC Vannes bat le FC Grenoble 16 à 9, et accède ainsi au Top 14 pour la première fois de son histoire. Cette saison, il joue quinze matchs et marque deux essais. De plus, durant toute la saison, il est surveillé par la sélection brésilienne qui souhaite potentiellement le convoquer dans le futur. Il est en effet éligible pour de jouer pour ce pays car il possède une grand-mère qui en est originaire,.

### Découverte du Top 14 et international brésilien (depuis 2024)
En début de saison 2024-2025, Théo Bastardie joue pour la première fois en Top 14, lors de la quatrième journée, dans une lourde défaite 59 à 19 contre le RC Toulon. Ensuite, au mois d'octobre 2024, il est appelé pour la première fois en équipe du Brésil pour la tournée de novembre où les Sud-Américains disputent deux matchs contre Hong-Kong. Il obtient sa première cape lors du deuxième match de la tournée. Il est titularisé et marque un essai dans une défaite 38 à 17.

## Palmarès
- RC Vannes
  - Vainqueur du Championnat de France de 2e division en 2024